# 1949 год в истории метрополитена
В этой статье перечисляются основные  события из истории метрополитенов в 1949 году. Полужирным шрифтом выделены открытия новых транспортных систем.

## События
- 14 апреля — приказом № 297/ЦЗ Министерства путей сообщения СССР создано управление по строительству метрополитена в Киеве — «Киевметрострой».
- 30 июня — открыта станция «Аттики» Афинского метрополитена.
- 21 декабря — открыт западный вестибюль станции «Сокол» Московского метрополитена.